# Petzit
Petzit ist ein eher selten vorkommendes Mineral aus der Mineralklasse der „Sulfide und Sulfosalze“ mit der chemischen Zusammensetzung Ag3AuTe2 und damit chemisch gesehen ein Silber-Gold-Tellurid. Als chemisch verwandte Verbindungen sind die Telluride in die gleiche Klasse wie die Sulfide und Sulfosalze eingeordnet.
Petzit kristallisiert im kubischen Kristallsystem, konnte bisher jedoch nur in Form körnigen Mineral-Aggregaten und derben Massen sowie unregelmäßig geformten Blasen bis etwa zwei Millimeter Größe gefunden werden. Das Mineral ist in jeder Form undurchsichtig (opak) mit einem metallischen Glanz auf den Oberflächen. Frische Proben sind von stahlgrauer oder eisengrauer bis eisenschwarzer Farbe, wobei diese mit der Zeit bronzegelb bis rußschwarz anlaufen können.

## Etymologie und Geschichte
Entdeckt wurde Petzit bei Nagyág (heute Săcărâmb, auch Sacarimb) im Kreis Hunedoara im heutigen Rumänien und beschrieben von Wilhelm von Haidinger, der das Mineral nach dessen Entdecker, dem ungarischen Chemiker, Pharmazeuten und Mineralsammler Karl Wilhelm Petz (1811–1873), benannte. Dieser hatte das Mineral auch zuerst analysiert.
Das Typmaterial des Minerals wird in der Mineralogischen Sammlung der Harvard University in Cambridge (Massachusetts) unter der Katalog-Nummer 99348 und im National Museum of Natural History in Washington, D.C. (USA) unter der Katalog-Nummer R9556 aufbewahrt. Diese Aufbewahrungsorte werden allerdings im Typmineral-Katalog der International Mineralogical Association (IMA) nicht bestätigt.
Da der Petzit bereits lange vor der Gründung der International Mineralogical Association (IMA) bekannt und als eigenständige Mineralart anerkannt war, wurde dies von ihrer Commission on New Minerals, Nomenclature and Classification (CNMNC) übernommen und bezeichnet den Petzit als sogenanntes „grandfathered“ (G) Mineral. Die seit 2021 ebenfalls von der IMA/CNMNC anerkannte Kurzbezeichnung (auch Mineral-Symbol) von Petzit lautet „Ptz“.

## Klassifikation
In der zuletzt 1977 überarbeiteten 8. Auflage der Mineralsystematik nach Strunz gehörte der Petzit zur Mineralklasse der „Sulfide und Sulfosalze“ und dort zur Abteilung „Sulfide etc. mit M : S > 1 : 1“, wo er zusammen mit Aguilarit, Akanthit (>173 °C: Argentit), Hessit und Naumannit sowie im Anhang mit Argyrodit, Billingsleyit, Canfieldit, Empressit und Stützit die „Argentit-Naumannit-Gruppe“ mit der Systemnummer II/A.03 bildete.
In der zuletzt 2018 überarbeiteten Lapis-Systematik nach Stefan Weiß, die formal auf der alten Systematik von Karl Hugo Strunz in der 8. Auflage basiert, erhielt das Mineral die System- und Mineralnummer II/B.07-060. Dies entspricht ebenfalls der Abteilung „Sulfide, Selenide und Telluride mit dem Stoffmengenverhältnis Metall : S,Se,Te > 1 : 1“, wo Petzit zusammen mit Criddleit, Fischesserit, Kurilit, Muthmannit, Penzhinit, Petrovskait und Uytenbogaardtit eine unbenannte Gruppe mit der Systemnummer II/B.07 bildet.
Auch die von der IMA zuletzt 2009 aktualisierte 9. Auflage der Strunz’schen Mineralsystematik ordnet den Petzit in die Abteilung der „Metallsulfide, M : S > 1 : 1 (hauptsächlich 2 : 1)“ ein. Diese ist allerdings weiter unterteilt nach den in der Verbindung vorherrschenden Metallen, so dass das Mineral entsprechend seiner Zusammensetzung in der Unterabteilung „mit Kupfer (Cu), Silber (Ag), Gold (Au)“ zu finden ist, wo es nur zusammen mit Fischesserit eine unbenannte Gruppe mit der Systemnummer 2.BA.40a bildet.
In der vorwiegend im englischen Sprachraum gebräuchlichen Systematik der Minerale nach Dana hat Petzit die System- und Mineralnummer 02.04.03.03. Dies entspricht ebenfalls der Klasse der „Sulfide und Sulfosalze“ und dort der Abteilung „Sulfidminerale“, wo das Mineral zusammen mit Fischesserit und Uytenbogaardtit in einer unbenannte Gruppe/die „Uytenbogaardtitgruppe“ mit der Systemnummer 02.04.03 innerhalb der Unterabteilung „Sulfide – einschließlich Seleniden und Telluriden – mit der Zusammensetzung AmBnXp, mit (m+n) : p = 2 : 1“ zu finden ist.

## Kristallstruktur
Petzit kristallisiert in der kubischen Raumgruppe I4132 (Raumgruppen-Nr. 214) mit dem Gitterparameter a = 10,38 Å sowie 8 Formeleinheiten pro Elementarzelle.

## Bildung und Fundorte
Petzit bildet sich in ganggebundenen Gold-Lagerstätten, wo er meist in Paragenese mit anderen Telluriden wie unter anderem Hessit, Sylvanit, Calaverit, Altait, Melonit, Vulcanit, Krennerit, Frohbergit und Rickardit sowie den Tellursulfiden Montbrayit, Pyrit und Tetradymit auftritt.
Als eher selten vorkommende Mineralbildung kann Petzit an verschiedenen Fundorten zum Teil zwar reichlich vorhanden sein, insgesamt ist er aber wenig verbreitet. Weltweit sind bisher rund 550 Vorkommen dokumentiert (Stand 2024). Außer an seiner Typlokalität in Săcărâmb trat das Mineral in Rumänien noch an weiteren Stellen im Kreis Hunedoara wie beispielsweise in der Gemeinde Certeju de Sus, bei Bucium und Roșia Montană im Kreis Alba, im Bergbaurevier Băița (Bihor), in der Gemeinde Ocna de Fier (Caraș-Severin) sowie bei Cavnic und bei Tăuții-Măgherăuș im Kreis Maramureș auf.
In Österreich konnte Petzit bisher nur im historischen Bergbaugebiet Knappenstube nahe der Gemeinde Irschen in Kärnten und in einem natürlichen Aufschluss am Haidbachgraben in der Gemeinde Felben (Mittersill) im Salzburger Land gefunden werden.
Weitere Fundorte liegen unter anderem in Ägypten, Äthiopien, Argentinien, Armenien, Australien, Aserbaidschan, Bolivien, Brasilien, Bulgarien, Burkina Faso, Chile, China, Dschibuti, der Dominikanischen Republik, in Ecuador, auf den Fidschi-Inseln Vanua Levu und Viti Levu, in Finnland, Georgien, Ghana, Griechenland, Guyana, Indonesien, Italien, Japan, Kanada, Kasachstan, Kirgisistan, Kuba, Malaysia, Mali, Mauretanien, Mexiko, der Mongolei, in Myanmar, Neuseeland, Nigeria, Nordmazedonien, Papua-Neuguinea, Peru, auf den Philippinen, in Russland, Saudi-Arabien, Schweden, Serbien, der Slowakei, in Spanien, Südkorea, Tadschikistan, Tansania, Tschechien, der Ukraine, in Ungarn, im Vereinigten Königreich (Schottland, Wales) und den Vereinigten Staaten von Amerika (Alaska, Arizona, Colorado, Georgien, Idaho, Kalifornien, Montana, Nevada, New Mexico, Oregon, South Carolina, Utah, Virginia, Washington, Wisconsin).